# Atri (filósofo)
Atri (em sânscrito:  अत्रि) é um sábio védico, que é creditado por compor numerosos hinos a Agni, Indra e outras divindades védicas do hinduísmo. Atri é um dos sete rixis na tradição hindu, e o mais mencionado em sua escritura Rigueveda.
A quinta Mandala (Livro 5) do Rigueveda é chamada de Mandala Atri em sua homenagem, e os oitenta e sete hinos são atribuídos a ele e seus descendentes.
Atri também é mencionado nos Puranas e nos épicos hindus do Ramáiana e do Maabarata.

## Lenda

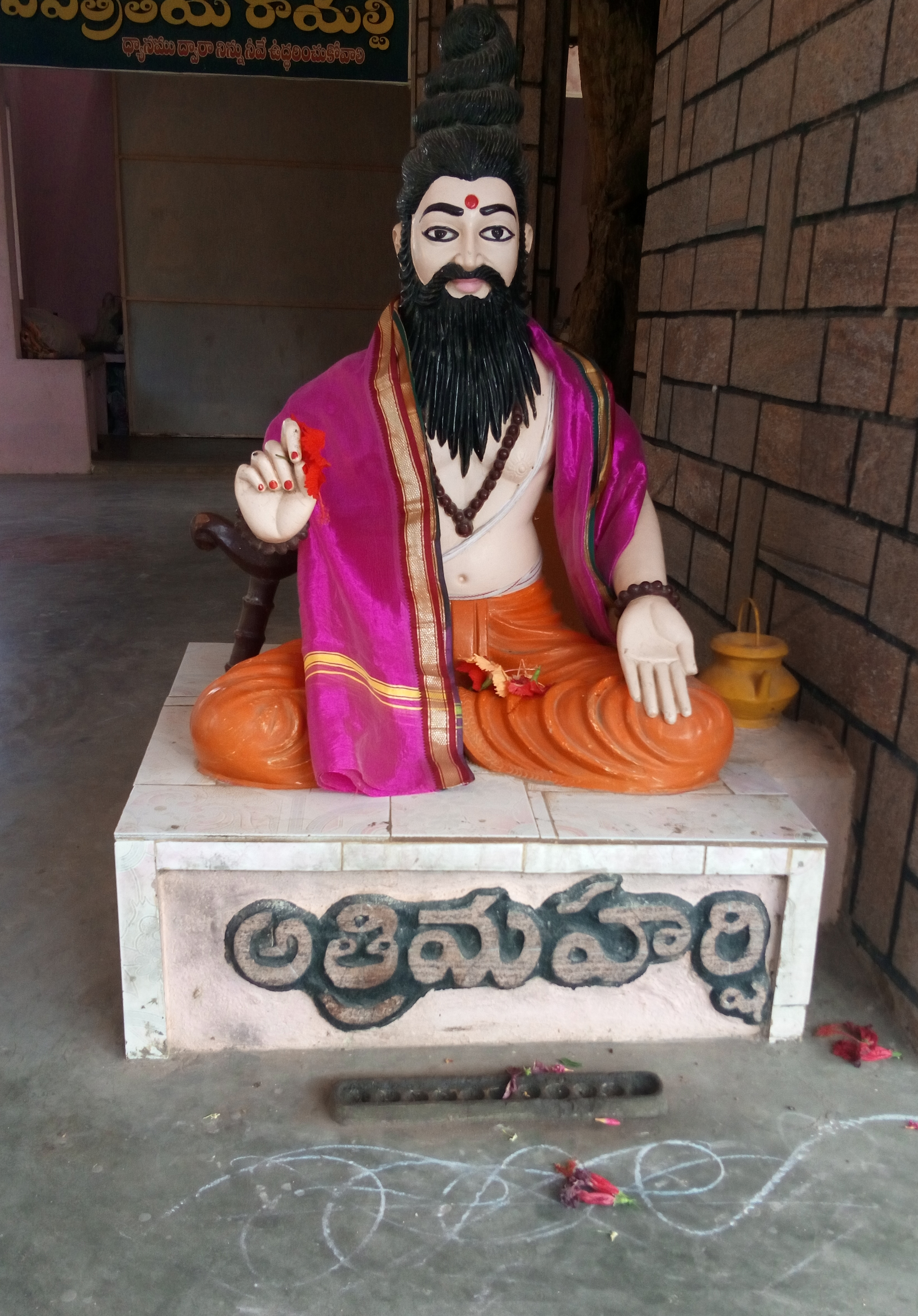
Estátua de Atri na aldeia de Atreyapuram de AP

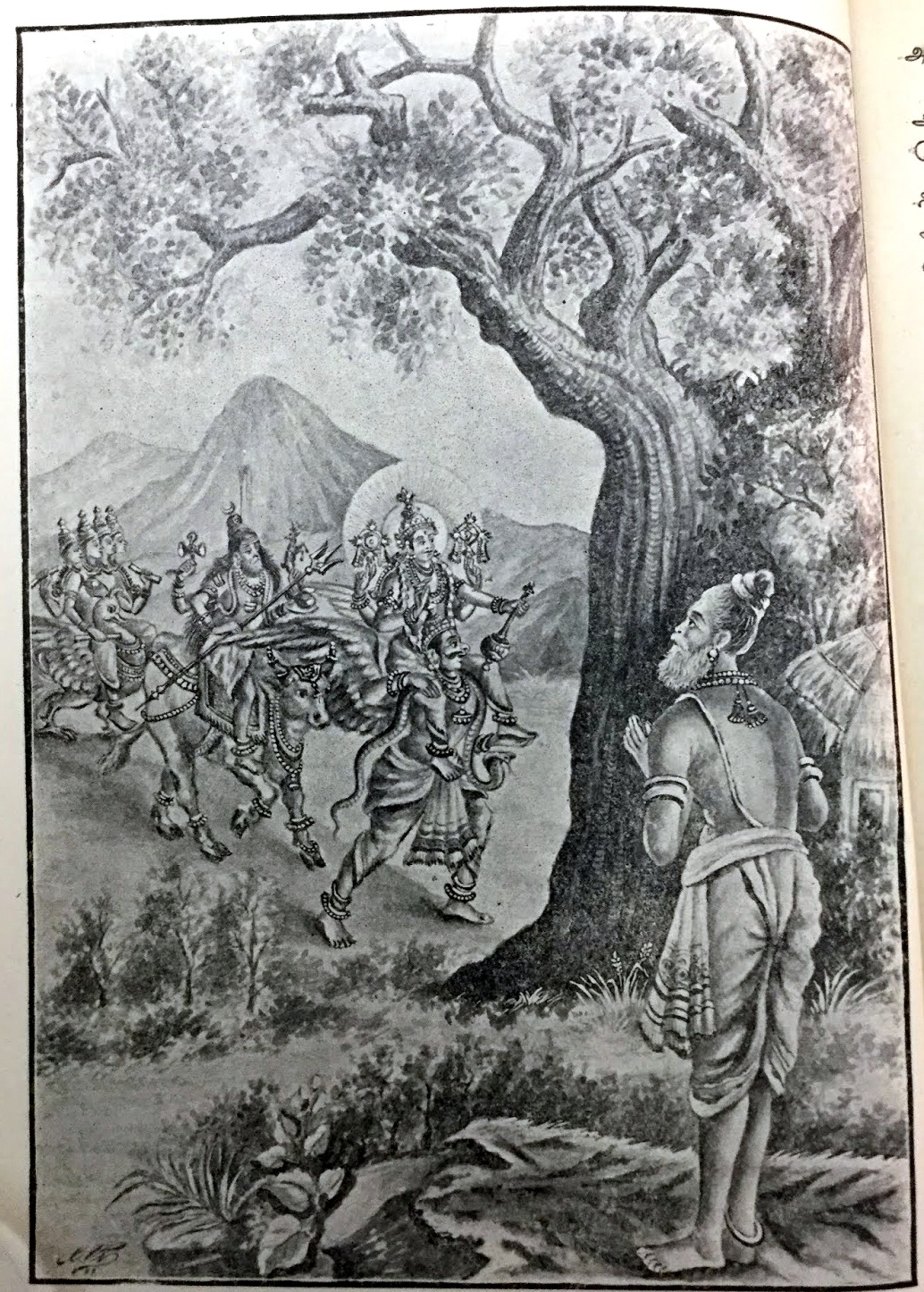
Mahavishnu e os Brahma Rudras aparecem na frente de São Atri

Atri é um dos sete grandes rixis, junto com Marichi, Anguiras, Pulaha, Kratu, Pulastya e Vasista. De acordo com as lendas da era védica, o sábio Atri era casado com Anasuya Devi. Eles tiveram três filhos, Dattatreya, Durvasa e Chandra. De acordo com o relato divino, ele é o último entre os sete rixis e acredita-se que tenha se originado da língua. A esposa de Atri era Anasuya, que é considerada uma das sete pativratas femininas. Quando instruído pela voz divina a fazer penitência, Atri prontamente concordou e fez penitência severa. Satisfeito por sua devoção e orações, a trindade hindu, a saber, Brama, Vixnu e Xiva apareceu diante dele e lhe ofereceu bênçãos. Ele procurou todos os três para nascer para ele. Outra versão da lenda afirma que Anasuya, pelos poderes de sua castidade, resgatou os três deuses e, em troca, eles nasceram como filhos dela. Brama nasceu para ela como Chandra, Vixnu como Dattatreya e Xiva em parte como Durvasa . A menção sobre Atri é encontrada em várias escrituras, sendo a notável no Rigueveda. Ele também está associado a várias idades, sendo o notável em Treta Iuga durante o Ramáiana, quando ele e Anasuya aconselharam Rama e sua esposa Sita. O par também é atribuído a trazer o rio Ganges para a terra, cuja menção é encontrada em Xiva Purana.
Ele é dito ser um residente do sul em Valmique Ramáiana. O mesmo é apoiado pela tradição purânica.